# Srđan Blažić
Srđan Blažić (in serbo Срђан Блажић?; Titograd, 26 novembre 1982) è un ex calciatore montenegrino, di ruolo portiere.